# 98825 Maryellen
98825 Maryellen este o planetă minoră (asteroid), cu un diametru de 2,428 km, din centura de asteroizi. A fost descoperită pe 27 decembrie 2000 la  de Edwin E. Sheridan⁠(d). 
Obiectul prezintă o orbită caracterizată de o semiaxă mare de 2,6029241261045 UAi, o excentricitate de 0,1619, o înclinație de 14,39 ° în raport cu ecliptica.